# Thüringische Franziskanerprovinz

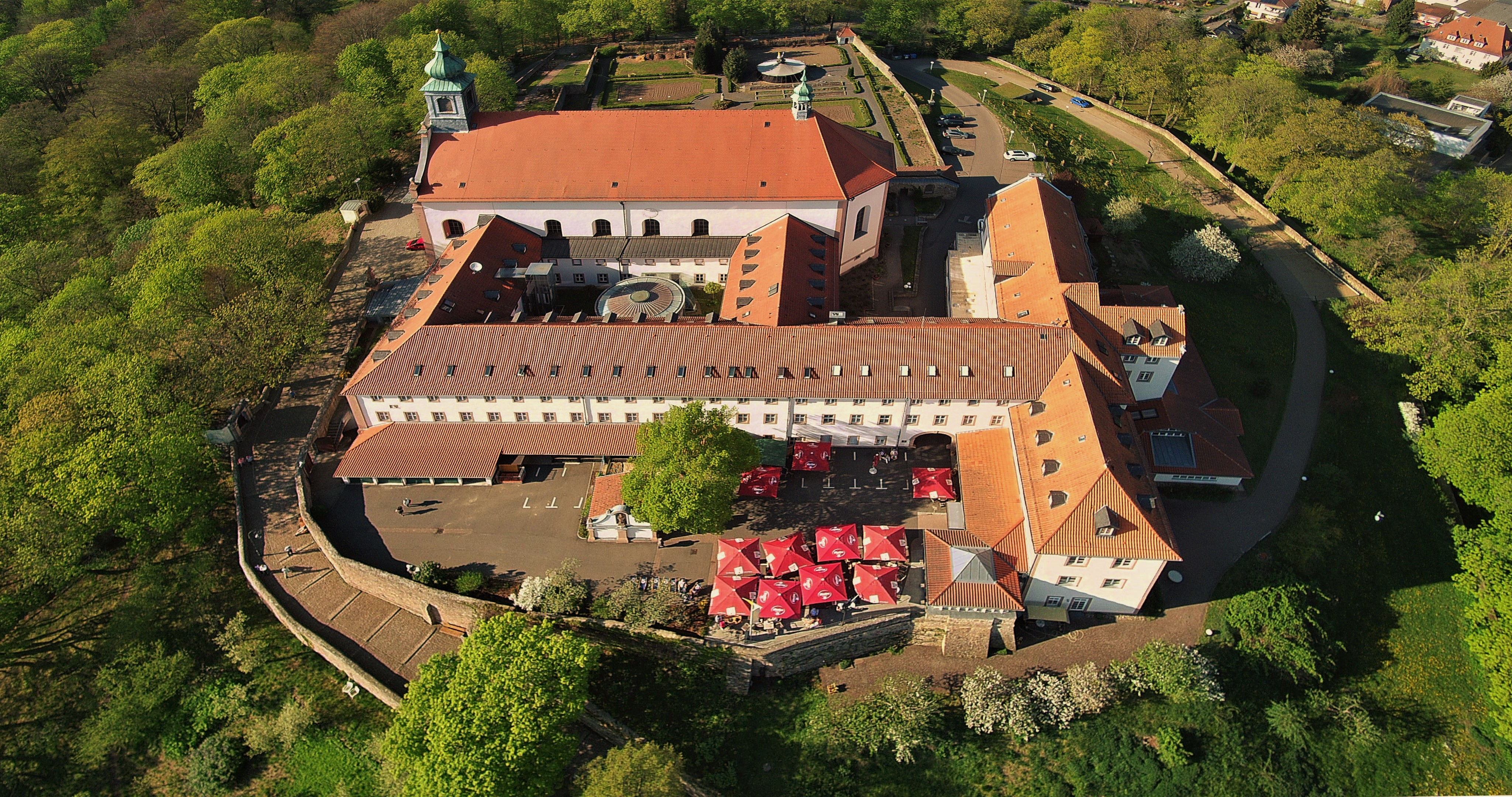
Das Kloster auf dem Frauenberg in Fulda, bis 2010 Provinzialat

Die Thüringische Franziskanerprovinz von der heiligen Elisabeth (Thuringia) war eine Ordensprovinz der Franziskaner, die mit mehrfacher Unterbrechung seit dem 16. Jahrhundert bis 2010 bestand, als sie sich mit den anderen deutschen Ordensprovinzen zur Deutschen Franziskanerprovinz von der hl. Elisabeth zusammenschloss.

## Kustodie Thuringia (ab 13. Jahrhundert)
Nach einem erfolglosen ersten Versuch 1217 kamen die Brüder des 1209 von Franz von Assisi gegründeten und 1210 von Papst Innozenz III. bestätigten Franziskanerordens 1221 von Italien nach Deutschland und ließen sich zunächst in Augsburg und bald in zahlreichen anderen Städten nieder. 1222 erreichten die ersten Franziskaner Köln, das daraufhin zum Zentrum der ursprünglich einzigen deutschen Provinz Teutonia wurde. Weil sich die franziskanische Bewegung jetzt auch in Deutschland mit erstaunlicher Schnelligkeit entfaltete, wurde die Teutonia bereits 1230 in eine rheinische (Provincia Rheni) und eine sächsische Provinz (Provincia Saxonia) geteilt.
In thüringisches Gebiet kamen die Minderbrüder von Mainz aus, wo sie am 26. Oktober 1224 aufbrachen. Am Martinstag, dem 11. November 1224, erreichten sie Erfurt. Sie fanden hier „auf Beschluss der Bürger und etlicher Kleriker“ Unterkunft in der „Wohnung des Priesters für die Aussätzigen außerhalb der Mauern“, 1225 erhielten sie die verlassene Kirche vom Heiligen Geist, bis sie 1232 eine neue Kirche errichteten. 1225 kamen sie nach Eisenach und gründeten an der Michaeliskapelle unweit der Wartburg, gefördert von der Landgräfin Elisabeth, eine Niederlassung, die mit vier Priesterbrüdern und zwei Laienbrüdern nicht die auf 12 Brüder festgelegte Mindestgröße eines Konventes erreichte und hauptsächlich für die Seelsorge des landgräflichen Hauses bestimmt war. 1236 begannen sie mit dem Bau einer Kirche.
Ab 1230 gehörten die Klöster im Thüringischen zur sächsischen Ordensprovinz, die zwei Verwaltungsbereiche, „Kustodien“ genannt, umfasste: eine custodia thuringia unter Leitung des Jordan von Giano und eine custodia saxonia unter Leitung von Leonhard Lombardus. Auf dem Generalkapitel des Ordens in Lyon 1274 wurde die Sächsische Provinz weiter untergliedert. Die Kustodie Thüringen war jetzt eine von 12 Kustodien der Provinz; zu ihr zählten um 1340 die Klöster in Arnstadt, Coburg, Eisenach, Erfurt, Meiningen, Mühlhausen, Nordhausen und Saalfeld. Die Klöster in zwei weiteren im heutigen Bundesland Thüringen liegenden Orten, Altenburg und Weida, gehörten zur Kustodie Leipzig.
Nach einer Phase der Expansion im 13. Jahrhundert ist das 14. Jahrhundert als Phase der Konsolidierung anzusehen. Neue Konvente wurden nur vereinzelt gegründet, aber die Franziskaner begannen, das Umland ihrer Standorte flächendeckend „als Seelsorgsfeld und materiellen Versorgungsraum zu erschließen“, indem sie Termineien als Stützpunkte für die regionale Seelsorge, aber auch für die Sammlung von Lebensmitteln und Geld sowie die Gewinnung von Ordensnachwuchs gründeten. Erfurt hatte für die gesamte Sächsische Provinz zu der Zeit eine herausgehobene Bedeutung. Das Studium des Ordens am dortigen Kloster, das 1395 in die Universität Erfurt inkorporiert wurde, war der bedeutendste Studienort („studium generale“) der Provinz, 15 Provinzkapitel fanden im 13. bis 15. Jahrhundert in der Stadt statt.

## Observanzbewegung und erste Thüringische Provinz (ab 1521)
Die Auseinandersetzungen im Armutsstreit, der den Franziskanerorden seit dem 14. Jahrhundert stark beschäftigte, erreichte die Sächsische Provinz in Brandenburg 1428 und ihre thüringische Kustodie 1438, als Landgraf Friedrich der Friedfertige eine Reform des Klosters in Eisenach im Sinne der Observanzbewegung durchsetzte. Gegenstand des Konfliktes war die Einstellung zu Geld und Immobilien durch einzelne Franziskaner oder die Ordensgemeinschaft. Die Observanzbewegung forderte im Sinne des Armutsideals den rigorosen Verzicht auf Geld, Grundbesitz und feste Einkünfte, was für die Franziskaner ein Leben in materieller Unsicherheit bedeutete. Der Braunschweiger Franziskaner Johannes Kerberch rief reformwillige Brüder in den 1420er-Jahren dazu auf, den Konventen zu entfliehen und in eigenen Konventen zusammenzuleben. Der Orden stand in dem Konflikt „Observanz (Regeltreue) gegen Obödienz (regelgemäßer Gehorsam)“. Mit Billigung des Konzils von Konstanz begannen sich zunächst in Frankreich eigene observante Provinzstrukturen herauszubilden.
Die Kustodie Thüringen wurde in der Mitte des 15. Jahrhunderts mit der Reform der Klöster in Arnstadt und Eisenach sowie Neugründungen in Weimar und Langensalza zum Kerngebiet der Observanz in der Sächsischen Ordensprovinz; weitere Gründungen kamen bis zum Ende des Jahrhunderts hinzu. Aus dem einflussreichen Kloster in Erfurt heraus konnte, zusammen mit Mühlhausen und Nordhausen, eine noch größere Expansion verhindert werden. Allerdings zerfielen in diesen Konflikten zusehends die Provinz- und Kustodiestrukturen. Die Saxonia teilte sich 1518 in eine observante „Sächsische Provinz vom heiligen Kreuz“ (Saxonia S. Crucis) und eine gemäßigt reformierte Provinz, die nach den Martinianischen Konstitutionen Papst Martins V. lebte, die „Sächsische Provinz vom heiligen Johannes dem Täufer“ (Saxonia Johannis Baptistae). Beide Provinzen überlappten sich räumlich.
Durch Teilung der Provinz vom hl. Johannes dem Täufer entstand 1521 erstmals eine eigenständige Thüringische Provinz: die Saxonia superior („Obersächsische Provinz“), der das Generalkapitel von Burgos 1523 den Namen Thuringia gab. Sie umfasste die Kustodien Leipzig, Meißen, Thüringen, Breslau, Goldberg und Preußen. Die „Untersächsische Provinz“ (Saxonia inferior) behielt den Namen Saxonia Johannis Baptistae und gliederte sich in die Kustodien Brandenburg, Magdeburg, Halberstadt, Lübeck, Stettin und Bremen.
Beide Provinzen konnten sich allerdings nicht mehr entfalten und gingen infolge der Klosterschließungen durch die Reformation und die Bauernkriege bereits bis zur Mitte des 16. Jahrhunderts wieder unter, und es ist nicht mehr zu klären, inwieweit die Teilung der Provinzen tatsächlich bereits umgesetzt worden war. Die beiden letzten Konvente der Provinz vom heiligen Johannes dem Täufer schlossen sich der Provinz vom hl. Kreuz an: 1541 Halberstadt und 1550 Greifswald.

## Thüringische Provinz (1633 bis zur Säkularisation)
Am 14. Mai 1633, mitten im Dreißigjährigen Krieg, wurde die Thüringische Provinz vom Generalkapitel des Ordens in Toledo restituiert, nachdem Kaiser Ferdinand II. 1629 die Rückgabe der von den Protestanten beanspruchten Kirchengüter forderte. Sie wurde unter den Schutz der heiligen Elisabeth gestellt und am 22. November 1637 von Papst Urban VIII. bestätigt, der ihr Thüringen, Hessen und westlich die Gebiete bis zum Rhein einschließlich Siegen und Attendorn zuwies. Die südliche Grenze bildete der Main. Die bereits 1625 restituierte Saxonia trat hierzu einige Territorien an die neue Provinz ab, so die Hessisch-Thüringische Kustodie. Als Grenze wurden nach Konflikten um die Terminierbezirke die Flüsse Diemel und Ruhr festgelegt. Nach Osten wurde keine Grenze definiert, um eine Rekatholisierung protestantisch gewordener Gebiete zu ermöglichen. Tatsächlich festigte sich die Provinz aber in Richtung Süden und Westen. Alle Klöster gehörten wie die der Colonia und der Saxonia innerhalb der Observanz-Bewegung sämtlich zu den Rekollekten, so dass es nicht zu einer Spaltung der Provinz in dieser Frage kam.
Die Provinz bestand anfangs nur aus den Klöstern in Fulda und Limburg, die 24 Brüder kamen aus der Kölnischen Provinz (Colonia). In den nächsten Jahren kamen die Konvente Erfurt, Wetzlar, Gelnhausen und Hersfeld sowie die Residenzen in Hadamar und Krottorf/Friesenhagen hinzu. Einige Gründungen oder Wiederbesetzungen von Klöstern (u. a. Frankfurt/Main, Fritzlar, Siegen) blieben erfolglos. Wegen der Unterstützung durch verschiedene Landesherren, etwa die Fürstäbte von Fulda und die Kurfürsten von Mainz und Trier, konnte die Thuringia in der zweiten Hälfte des 17. Jahrhunderts expandieren. Die Zahl der Mitglieder betrug 1651 39 Brüder und vergrößerte sich durch Übertritte aus anderen Provinzen und Neueintritte bis 1656 auf 110 Brüder. Ihre Blütezeit mit 22 Häusern erreichte die Provinz in der Mitte des 18. Jahrhunderts. Das Territorium reichte von Sauerland (Attendorn) und Siegerland (Friesenhagen) im Westen bis nach Franken (Schillingsfürst, Hammelburg und Volkersberg) und ins kurmainzische Eichsfeld (St. Antonius (Worbis)). Das Provinzialat war bis 1762 in Limburg, dann in Hammelburg. Die Neugründungen wurden meist so ausgewählt, dass die Niederlassungen etwa eine Tagesreise auseinander lagen, so dass sie als Übernachtungsstationen dienen konnten.

### Tätigkeit
Die Franziskaner waren in der Seelsorge tätig, sie hielten Gottesdienste, Predigten, Wallfahrten und Prozessionen, hörten Beichte in ihren Klosterkirchen sowie in Schwesternklöstern und halfen in umliegenden Pfarrgemeinden in der Seelsorge aus oder übernahmen auch feste Seelsorgeposten („Missionsstationen“) – gerade auch in gering dotierten Pfarreien, die einem Weltpriester nur ein unzureichendes Einkommen gesichert hätten. Sie gründeten und betreuten Bruderschaften und propagierten besonders die Anlage von Kreuzwegen und die Einführung von Passionsandachten. In mehreren Regionen war die Tätigkeit der Franziskaner in der Diaspora ein Beitrag zur Gegenreformation und Konfessionalisierung. In Attendorn übernahmen sie 1639 auch den Unterricht am Gymnasium, weil dies Bedingung des Stadtrates für ihre Ansiedlung gewesen war; die Schule wurde ab dann Marianum Seraphicum genannt. Franziskanische Gymnasien (ausnahmslos für Jungen) bestanden zeitweise ebenfalls in Hammelburg, Hachenburg, Limburg, Miltenberg, Montabaur, Mosbach, Salmünster und Wetzlar, in Hachenburg und Salmünster waren Franziskaner auch an Elementar- und Lateinschulen tätig. An den Gymnasien unterrichteten im Durchschnitt zwei bis drei Franziskaner. Zum Programm der Ordensschulen gehörte auch das Schultheater nach dem Vorbild der Jesuitengymasien. Studienhäuser zur Ausbildung des Ordensnachwuchses in Philosophie und Theologie bestanden bis 1647 in Limburg und Fulda, danach wechselten die Studienorte zwischen fast allen Konventen der Provinz. Die Lektoren waren Provinzangehörige, die Studien waren nicht öffentlich.
Im Bau ihrer Kirchen und Klöster praktizierten die Franziskaner Einfachheit. Baumeister waren meist Provinzangehörige, so dass sich die in der Barockzeit erbauten Kirchen weitgehend glichen. Die Klöster waren in der Regel als Quadrum gebaut und verfügten über einen Garten und ein Brauhaus.

### Teilung 1762
1762 kam es wegen Streitigkeiten zu einer Teilung der Provinz in eine Thuringia superior (Provincia Thuringiae superioris S. Elisabeth) und eine Thuringia inferior (Provincia Thuringiae inferioris S. Elisabeth). Es gab Konflikte zwischen Brüdern, die sich bei der Ämtervergabe bis hin zum Amt des Provinzialministers benachteiligt fühlten. Von Anfang der Provinzgründung an hatte es Spannungen zwischen den aus Belgien stammenden ehemaligen Mitgliedern der Colonia und anderen Brüdern gegeben. Der Streit eskalierte auf dem Provinzkapitel am 9. Mai 1761 durch umstrittenes Agieren des von der Ordensleitung entsandten Generalkommissars Lambert Colette bei der Einsetzung der neuen Provinzleitung. Beide Provinzen betrachteten sich als Rechtsnachfolger der Thuringia und stritten um Namen und Siegel. Das Generalkapitel bestätigte 1762 die Trennung, und am 13. August 1764 schlossen die Provinzen einen Vertrag über die Teilung.
Zur Thuringia inferior mit 153 Brüdern gehörten die Niederlassungen in Attendorn, Friesenhagen, Hachenburg, Hadamar, Limburg (weiterhin Provinzialat), Marienthal (Westerwald), Montabaur und Wetzlar, zur Thuringia mit 416 Brüdern die Klöster in Dermbach, Fulda, Hammelburg, Heiligenblut, Miltenberg, Mosbach, Salmünster, Schillingsfürst, Schwarzenberg, Sinsheim, Tauberbischofsheim, Volkersberg und Worbis. Hammelburg wurde der neue Sitz der Provinzleitung der Thuringia und war mit 38 Brüdern der größte Konvent, die meisten anderen Konvente hatten zwischen 15 und 30 Mitglieder.

### Aufklärung und Säkularisation
Am Ende des 18. Jahrhunderts ergriff die Thuringia Maßnahmen gegen den Einfluss der Aufklärung auf ihre Klöster, die die Einführung neuer Lehrbücher, die Verpflichtung der Dozenten an den Ordensstudien zur Rechtgläubigkeit bis hin zur Visitation der Klosterzellen umfassten.
Im Zuge der Säkularisation wurden zwischen 1802 und 1824 die meisten Konvente beider Provinzen aufgelöst, nachdem es bereits in den Jahrzehnten zuvor zu Einschränkungen – etwa beim Terminieren, beim Kontakt der Klöster untereinander oder der Aufnahme von Novizen – gekommen war. Da die Thuringia mehrere Herrschaftsgebiete berührte, war die Klosteraufhebung nicht einheitlich und erstreckte sich über einen Zeitraum von etwa 20 Jahren. Auch entgingen die Klöster der Franziskaner wegen ihrer Armut einer sofortigen Auflösung nach dem Reichsdeputationshauptschluss 1803, der die Klöster der Verfügungsgewalt der Landesherren unterstellte. Die Klostergebäude und das Inventar wurden häufig einer staatlichen oder kommunalen Verwertung zugeführt, die Brüder blieben als Weltpriester seelsorglich tätig oder erhielten eine staatliche Pension. Lediglich die Klöster in Fulda und Salmünster mit etwa 30 Brüdern blieben für die Provinz erhalten. Die unterfränkischen Klöster in Hammelburg, Volkersberg, Schwarzenberg und Miltenberg hatten den Kontakt untereinander und zur Provinz verloren. Sie wurden auf Betreiben des bayerischen Königs Ludwig I. 1828 zur Fränkischen Franziskanerprovinz zusammengefasst, die sich aber nicht als lebensfähig erwies und bereits 1836 mit der Bayerischen Franziskanerprovinz zusammengeschlossen wurde.

## Kustodie Thuringia und Provinz Thuringia (19.–21. Jahrhundert)
Die beiden Konvente in Fulda und Salmünster wurden am 7. Mai 1853 vom Fuldenser Bischof Christoph Florentius Kött aus disziplinarischen Gründen an die Sächsische Franziskanerprovinz (Saxonia) übertragen, die zu dem Zeitpunkt die Folgen der Säkularisation bereits überwunden hatte und sich im Aufschwung befand. 1855 erhielten die beiden Konvente eine gewisse Selbständigkeit zurück und bildeten die Kustodie „Thuringia S. Elisabeth“ innerhalb der Saxonia. 1894 wurde die Kustodie von Generalminister Aloysius Canali wieder zur eigenständigen Provinz erhoben. Der vormalige Kustos Aloys Lauer wurde 1897 Generalminister des Franziskanerordens, nachdem Papst Leo XIII. mit seiner Bulle Felicitate quadam die drei observanten Zweige des Ordens (Alcantariner, Reformaten und Rekollekten) zu einem einheitlichen Orden, dem ordo fratrum minorum, vereinigt hatte. Eine der Missionen der Thüringischen Franziskanerprovinz war die Japanmission.
Die Thuringia des 20. Jahrhunderts hatte Klöster in den Bundesländern Hessen und Baden-Württemberg. Im eigentlichen Thüringen bestand nur an einem Ort und nur für wenige Jahre eine Kommunität: Vom 1. November 1992 bis zum 30. Juni 2004 wohnten drei Franziskaner in Schmalkalden in einem Plattenbau und waren in der Krankenhaus- und Gefängnisseelsorge tätig.
Am 1. Juni 2010 fusionierte die Thuringia mit ihren rund 130 Mitgliedern nach mehrjähriger Vorbereitung mit den drei anderen deutschen Provinzen, der Bayerischen Franziskanerprovinz vom heiligen Antonius von Padua (Bavaria), der Kölnischen Franziskanerprovinz von den Heiligen Drei Königen (Colonia) und der Sächsischen Franziskanerprovinz vom heiligen Kreuz (Saxonia) zur Deutschen Franziskanerprovinz von der heiligen Elisabeth (Germania).

## Klöster (2010)
- Fulda, Frauenberg
- Großkrotzenburg (seit 1967)
- Hofheim (Taunus)
- Ulm (1229–1879, 1919–2009)
- Mannheim
- Marienthal (Hessen) seit 1873
- Rastatt (1717–1805, 1930–2014)
- Wangen
- Weggental (1919–2016)

## Provinzialminister
- Aegidius Houtmans (1633–1639, 1643–1646)
- Lambert Weyer (1639–1643)

…
- Angelinus Brinkmann (1731-1734)
- Oktavian Köllner (1758-)

…
- Vinzenz Rock (um 1940)

…
- Deochar Gredig (um 1956)
- Peregrin Herbst (um 1961)
- Beda Schmidt (um 1962/1966)

…
- Sigfrid Klöckner (1970–1978); + 7. Februar 2017 in Fulda
- Silvester Neichel (1979–1988; * 18. Februar 1936 in Weisenbach; † 14. September 2018 in Stuttgart)
- Claudius Groß (1988–1998; * 4. Februar 1943 in Ahrensberg/Mecklenburg;  † 17. März 2018 in Fulda)
- Helmut Schlegel (1998–2007)
- Hadrian Koch (2007–2010)

## Bekannte Mitglieder der Provinz
- Aloys Lauer
- Hippolytus Böhlen
- Gallus Haselbeck
- Generosus Marquardt
- P. Thaddäus Brunke (* 21. Januar 1903, † 5. August 1942 im KZ Dachau)
- Br. Wolfgang Piatkowski (* 19. September 1907 in Ronnenberg, † 22. April 1945 auf dem Weg ins KZ Flossenbürg)
- P. Quirinus (Hans-Eberhard) Franz (* 28. April 1913 in Wiesbaden, † 18, März 2013 in Cuiabá, Brasil), Ehrenbürger von Cuiabá, Träger des Bundesverdienstkreuzes und mehrerer brasilianischer Orden und Ehrenzeichen
- Andreas Müller
- Karl Suso Frank
- Justin Lang

- Johannes Schlageter